# Тільки ніч
Тільки ніч (англ. Nothing But the Night) — англійський трилер 1973 року.

## Сюжет
Полковник поліції Чарльз Бінгхем підозрює, що між декількома трагічними подіями є зв'язок. Лікар Марк Ешлі обстежує дівчинку Мері Вейлі, яка ледь не загинула в автокатастрофі. Полковник розповідає Марку, що за короткий проміжок часу в містечку загинули три багатих піклувальника притулку для дітей, звідки надійшла Мері. Він вважає, що всі смерті взаємопов'язані, адже всі свої заощадження піклувальники заповідали притулку.

## У ролях
| Актор            | Роль                     |
| ---------------- | ------------------------ |
| Крістофер Лі     | полковник Чарльз Бінгхем |
| Пітер Кашинг     | сер Марк Ешлі            |
| Діана Дорс       | Анна Харб                |
| Джорджія Браун   | Джоан Фостер             |
| Кіт Баррон       | доктор Гайнес            |
| Гвінет Стронг    | Мері Вейлі               |
| Фултон Маккей    | Камерон                  |
| Джон Робінсон    | лорд Фаунлі              |
| Морріс Перрі     | доктор Йейтс             |
| Майкл Гембон     | інспектор Грант          |
| Шила Фрейзер     | місіс Елісон             |
| Дункан Ламонт    | доктор Кнайт             |
| Кетлін Байрон    | доктор Роуз              |
| Джеффрі Фредерік | оператор комп'ютера      |
| Луїз Нельсон     | медсестра                |
| Робін Вентворф   | Head Porter              |
| Майкл Сігал      | перший репортер          |
| Джон Келланд     | другий репортер          |
| Майкл Вінн       | Дональд                  |
| Кеннет Вотсон    | Джеймі                   |
| Ендрю Маккаллок  | Малкольм                 |
| Пол Хамполец     | Ангус                    |
| Стюарт Сондерс   | сержант поліції          |
| Стенлі Лебор     | поліцейський             |
| Майкл Бреннан    | Deck Hand                |
| Беатріс Кейн     | Гелен Ван Трейлен        |
| Джанет Брюс      | Норін Стокс              |
| Джеффрі Дентон   | Пол Андерсон             |